# Assemblea legislativa dell'Australia Occidentale
L’Assemblea legislativa dell'Australia Occidentale è la camera bassa del Parlamento dell'Australia Occidentale. Essa si riunisce, insieme al Consiglio legislativo, nel Palazzo del Parlamento a Perth.
Essa è composta da 59 membri ed è rinnovata ogni quattro anni.

## Storia
L'attuale Assemblea legislativa è stata creata, aggiungendosi al Consiglio legislativo creato nel 1832, dalla Costituzione dell'Australia Occidentale nel 1890, dopo aver ottenuto l’auto-governo dall’Impero britannico. Essa si è trasformata in legislatura statale con l’adesione dell’area all’Federazione nel 1901.

## Competenze
L’Assemblea ha il potere di eleggere e censurare il Premier, approvare la legge di bilancio e legiferare su tutte le materie non attribuite alla Federazione, essendo questa, a differenza dei Territori, legittimata da un potere sovrano statale preesistente e riconosciuto dalla Costituzione nazionale, non delegato dal Governo federale.